# Катапульта
Катапульта (лат. catapulta от др.-греч. καταπέλτης) — греческий термин, которым обозначается любая метательная машина. Древнейшие катапульты использовались в Древней Греции и Древней Индии около начала-середины V века до нашей эры.
Хотя между терминами «катапульта» и «баллиста» в исторических первоисточниках имеется определённая путаница, в современном представлении тяжёлые типовые катапульты ассоциируются именно с камнемётами, в то время как баллисты — со стреломётами. Эффект от концентрированного применения десятков тяжёлых катапульт бывал сокрушителен для стен городов. Катапульта использовалась по большей части для разрушения оборонительных сооружений по верхнему гребню стен — навесов, башен, метательных машин, защитных зубцов и для уничтожения защитников стены.
Требушет представляет собой тип катапульты, которая использует гравитацию.

## Этимология
Слово «катапульта» происходит от латинского слова catapulta, которое, в свою очередь, происходит от древнегреческого καταπέλτης (katapeltēs), которое происходит от слово κατά (kata), «вниз» и πάλλω (pallō), «бросить», «швырнуть»,«кинуть».

## Общие сведения
Буквально слово катапульта, или на древнегреческом катапелтес, переводится как «против [κατα (ката)] щита [πέλτη (пелте)]». То есть катапульта является оружием, способным пробивать защиту воина на расстоянии. Плутарх сообщал как о некой диковине о специальном доспехе из железа, способном выдержать выстрел катапульты.
Диодор (17.26), рассказывая об осаде Галикарнаса в 334 до н. э., упоминает о катапультах, стреляющих дротиками. Однако в рассказе об осаде Тира Диодор более широко использует термин:

«Александр установил камнемётные катапульты в соответствующих местах и заставил стены содрогаться от валунов, которые они метали. При помощи стрелометов на деревянных башнях он поддерживал постоянный обстрел всеми видами снарядов и причинял тяжёлый урон защитникам стен.»

У греков слово катапульта обозначало просто метательное оружие, и к слову катапульта они добавляли другое слово, обозначающее вид снаряда (стрела или камень). У римлян значение слова катапульта приобрело вполне определённый смысл.
Древнеримский автор Витрувий (I в. до н. э.) приводит технические данные о катапультах:

«Катапульта, способная бросать снаряды в 0,6 кг, должна иметь размер отверстия для скрученного жгута шириной в 5 пальцев; для снарядов 1,1 кг — шесть пальцев; для снарядов 1,7 кг — семь пальцев; для снарядов 3,3 кг — восемь пальцев; для снарядов 6,5 кг — десять пальцев; для снарядов 13 кг — двенадцать пальцев и 9/16-х; для камней 26 кг — пятнадцать пальцев…

Закрутка жгута осуществляется до такой степени, когда жгут после удара по нему рукой издает ровный мелодичный звук по всей длине, такой же звук должен быть в другом жгуте…»

Древнеримский историк Полибий писал о 7 тоннах волос, посланных союзниками в осажденный Синоп для изготовления катапульт. Обычно применялся конский волос, но в случае крайней нужды торсионы плели из женских волос. В основном метательные машины применялись при осаде городов. Когда Сципион взял Новый Карфаген в Испании, то захватил там 75 баллист и 400 катапульт. Видимо из-за более широкого распространения стреломётов название катапульта перешло на все виды метательных машин.
Однако во времена поздней Римской империи стреломёты стали называть баллистами, и с тех пор царит путаница — часто баллистами называют стреломёты (катапульты), и наоборот, катапультами называют камнемётные машины типа онагров.
Калибр катапульты зависел от веса камня, как правило огранённого по форме ядра. Античными историками упоминаются катапульты, способные метать камни весом в полталанта (~13 кг) и талант (~26 кг). Как исключение приводятся сведения о более мощных катапультах под камни в 3 таланта (~78 кг). Древнеримский автор I в. до н. э. Витрувий в своем труде перечисляет калибры катапульт, начиная от 0,6 кг и до веса в 3 таланта. В византийском словаре Суде упомянут камнемёт калибром в 2 таланта.

Считается, что римляне в начале своей экспансии не производили метательных машин, предпочитая использовать захваченные у врагов. Так Аппиан, описывая войны Рима с понтийским царем Митридатом в I в. до н. э., замечает, что катапульты (римский полководец Сулла получал из Фив. При осаде Афин Сулла успешно применил тяжёлую картечь, выпуская из баллист одновременно по 20 свинцовых ядер.

## Изобретение катапульты
Диодор приписывает изобретение катапульты в 399 до н. э. сиракузскому тирану Дионисию I, который собрал ремесленников в Сиракузах на Сицилии, чтобы те изготовили ему передовое оружие. Дионисий положил ремесленникам высокое жалованье, щедро одарял и приглашал к столу, а те в ответ создали катапульты разных видов, изготовили комплекты доспехов, построили новые мощные типы весельных судов. Уже в 397 до н. э. Дионисий применил стреломёты с берега против кораблей Карфагена. Новое оружие нанесло немалые потери и оказало большой психологический эффект на карфагенян. Плутарх в «Изречениях» приводит восклицание современника Александра Македонского, спартанского царя Архидама, при виде стрелы катапульты, недавно изобретённой на Сицилии: «Великий Геракл! Вот и конец воинской доблести!»
Изобретение мангонели в древнем Китае датируется как минимум 4-м веком до нашей эры. О раннем использовании катапульт сообщается в источниках об Аджаташатры из Магадхи в его войне против Личави.
Иногда встречается утверждение, что первые катапульты изображены на ассирийских барельефах IX в. до н. э. из Нимруда, однако на барельефах из метательной техники показаны только пращи и луки. В энциклопедической книге об Ассирии автора Джорджа Раулинсона (George Rawlinson) «The Seven Great Monarchies Of The Ancient Eastern World» приводится изображение сооружения с барельефа, которое, по словам автора, напоминает прообраз катапульты, но с такой трактовкой изображения трудно согласиться.
Библия приписывает изобретение катапульт древнееврейскому царю Озии в VIII в. до н. э.:
«В Иерусалиме Озия сделал машины, которые были изобретены умными людьми. Эти машины стояли на башнях и на углах стен. Машины метали стрелы и большие камни.» Немецкий историк Дильс предположил, что автор жил приблизительно около 300 г. до н. э. и добавил в предшествующий период современную ему технику эллинистической эпохи. Подтверждений о существовании катапульт до IV в. до н. э. со стороны письменных источников или археологических свидетельств не имеется.
Александр Македонский в походах широко использовал дальнобойные катапульты. Вероятно, его отец, македонский царь Филипп II, впервые применил катапульты в Греции для осады городов Византии и Перинфа, однако и сами эти города оборонялись с помощью катапульт. Уже около 350 до н. э. в афинском арсенале согласно античному списку предметов в хранилище хранился боезапас для катапульт.

## Оценка
Сведения о дальнобойности катапульт довольно противоречивы. Иосиф Флавий сообщает, что при осаде Иерусалима в I в., римляне имели «громадные» катапульты, кидающие камни весом в 1 талант [26 кг] на расстояние около 360 м. Камни в полёте издавали свист и при падении убивали сразу нескольких человек. А вот древнегреческий инженер Филон Александрийский сомневался в дальнобойности катапульт калибра в 1 талант более чем на 170 м (А.73). При осаде Родоса в 305 до н. э. Деметрий Полиоркет разрушал стены города из катапульт того же калибра с дистанции примерно в 150 м. Афиней сообщал про баллисту Архимеда, которая могла метать камни в 3 таланта (78 кг) на один стадий, то есть примерно на 170 м.
Современные исследователи достигают значительно более скромных результатов. Германский артиллерийский офицер Е. Шрамм в начале XX века построил модель катапульты и сумел метнуть свинцовое ядро весом менее чем полкилограмма на 300 м. В одной из образовательных серий BBC «Building the Impossible: The Roman Catapult» за 2000 г. группа энтузиастов за неделю смастерила огромную катапульту с использованием компьютерного моделирования и современной техники. Баллиста весом 8,5 тонны метнула ядро в 26 кг на 85 м, и более того, после нескольких выстрелов их орудие пришло в негодность.
Применяя принцип, хорошо зарекомендовавший себя в строительстве стреломётов, к метанию камней, катапульта на практике оказалась далеко не удовлетворительна в этой роли, что в особенности касается наиболее тяжёлых осадных вариантов. Наиболее принципиальным недостатком было то, что выстрел создавал сильнейшее сотрясение, сбивающее наводку и разрушающее саму машину (тот же недостаток был характерен и для стреломётов, но они никогда не достигали размеров и мощности крупных катапульт). Это вынуждало делать все детали баллисты чрезвычайно массивными, и всё равно долговечность её была невысока 
Эволюция камнемётных машин на катапульте не завершилась: впоследствии в римской армии их существенно потеснил также торсионный, но более простой по конструкции и менее материалоёмкий одноплечевой онагр. Для него был характерен всё тот же недостаток в виде сильного соударения метательного рычага и рамы после выстрела (отсюда и название — при выстреле машина «брыкалась» как дикий осёл), однако большая технологичность, простота в обслуживании (один торсион вместо двух), большая надёжность и меньшая стоимость отчасти компенсировали низкую долговечность. В Средние века же место в нише тяжёлого камнемёта заняли являющиеся продуктом совершенно иной линии развития допороховой артиллерии гравитационные метательные машины, оказавшиеся, несмотря на кажущую примитивность конструкции, более эффективными и совершенными; в частности, именно гравитационный требушет оказался первым действительно эффективным дальнобойным стенобитным орудием, что произвело революцию в средневековой фортификации (катапульты (онагры) могли разрушать лишь самые слабые участки крепостных стен, вроде внутренних переходов или галерей для лучников, сама же капитальная кладка стены была часто слишком прочна для них).
Наряду с применением в полевых сражениях, катапульты имелись и на флоте. Рядовые корабли, предназначенные для эскадренного сражения, вооружались лишь лёгкими машинами — с достаточной достоверностью доказано применение в морских сражениях античности 10-фунтовых (масса снаряда около 3,3 кг) баллист, снаряды для которых были найдены на морском дне на месте битвы при Акциуме. Тактика их применения сводилась к единственному залпу с дистанции в 150—200 метров при сближении боевых линий флотов (гребные флоты обычно сражались в строе фронта, а не в привычных по эпохе парусников кильватерных колоннах, так что под «линией» в данном случае следует иметь в виду ряд кораблей, выстроившихся бортами друг к другу и развёрнутых к противнику носом). Против тогдашних кораблей с их лёгкой конструкцией и очень уязвимым «двигателем» в виде плотно расположенных в корпусе гребцов даже 10-фунтовая катапульта должна была быть достаточно действенным оружием, но решающей силой в морском сражении камнемётные машины не были — залп из них мог значительно повредить или даже потопить отдельные корабли, расстроить боевые порядки противника, но исход боя решали не они, а таран, абордаж и перестрелка с использованием станковых стреломётов, луков, пращей и дротиков. Указания на использование на флоте зажигательных снарядов носят весьма противоречивый характер, поэтому мы не в праве судить о его характере и эффективности.

## Современные катапульты
В настоящее время катапульты применяются для запуска снарядов и самолётов с авианосцев. Ведутся разработки по созданию катапульт для запуска грузовых космических кораблей с поверхности планет. Запускать пилотируемые корабли не представляется возможным ввиду слишком большого ускорения для живого организма.
Различают следующие виды современных катапульт:
- Гидравлическая катапульта — применялась для запуска самолётов с авианосцев до 1950 года.
- Паровая катапульта — применяется в настоящее время в артиллерии и ВВС. Снаряд или самолёт разгоняется под действием сжатой парогазовой смеси.
- Электромагнитная катапульта — проходит испытания в ВВС США. Также, возможно, в будущем будет применяться для запуска грузовых космических кораблей с поверхности планет. Объект разгоняется под воздействием электромагнитного поля.
- Рельсотрон — разновидность электромагнитной катапульты.